# ハニーズクラブ24時
ハニーズクラブ24時（ハニーズクラブにじゅうよじ）は、北海道のHBCラジオ（北海道放送）で、1989年4月から同年9月まで放送されていた深夜のラジオ番組。
なお本項では、この前身番組として1988年10月から1989年3月まで放送されていた「夜はなりゆき ハニーズ洗脳学園」（よる - ハニーズせんのうがくえん）についても合わせて詳述。

## 概要
1984年4月から4年6か月続いた『夜はこれから』の後枠の番組として、『夜はなりゆき ハニーズ洗脳学園』というタイトルで月曜日から金曜日の21:00～22:00の時間帯で1988年10月にスタート。なお、当初は『ハニーズ洗脳学園 毒入授業参観』という仮タイトルが付いていた。日替りパーソナリティ制で、その中でセクシーなキャラクターで売っていた西野アンリの水曜日には、官能小説の朗読コーナーや、「初体験講座」「アンリのはじめて物語」「アンリのホワイトタイム」といったコーナーが並んでいた。
1989年4月に『真夜中らじお組』の後継番組として、月曜日パーソナリティのみ交替した上で月曜日から金曜日の24:00～24:30の時間帯に移動、放送時間もそれまでの半分になった。しかし、当番組が放送されていた1989年当時の調査にて「全曜日平均90%超」のシェアを記録していた裏番組『アタックヤング』（STVラジオ）に大きく差を付けられ、6か月後の同年9月に終了。後枠は日替りでネット受けによる演歌番組が5本並ぶ編成となって、若者向けからも自社制作枠からも撤退することになった。しかしそれより更に6か月後の1990年4月からはこの枠で『真夜中のコンビニエンス〜Amigo』がスタートし、自社制作番組が復活している。

## パーソナリティ
- ずきんちゃん&もんぺちゃん （月曜日、「ハニーズ洗脳学園」の1989年3月まで）
- ミルミル森本&中島さちえ （月曜日、「ハニーズクラブ24時」の1989年4月から）
- ハニーズバージン隊 （火曜日）
- 西野アンリ&小野寺さとみ （水曜日）
- フルハウス （木曜日）
- 河口智子&ボヘミアンあくび （金曜日）